# Spirit (группа)
Spirit — американская рок-группа, образованная в Лос-Анджелесе в 1967 году и исполнявшая психоделик/прогрессив-рок, насыщенный элементами фолка, блюза, джаза и классической музыки. В период с 1968 по 1977 годы в Billboard 200 входили 11 альбомов Spirit
Творческое ядро коллектива составляли поющий гитарист Рэнди Калифорния и барабанщик Эд Кэссиди, их окружение постоянно менялось. Музыкальная критика высоко оценивала творчество Spirit, отмечая стилистическое разнообразие и оригинальность аранжировок. Музыка группы оказала заметное влияние на развитие прогрессивного рока (в частности, на ранних Curved Air).
Меняя состав, Spirit продолжали выступать и записываться вплоть до 2 января 1997 года, когда Рэнди Калифорния утонул у побережья Гавайских островов.

## История группы
Первая встреча будущих основателей Spirit произошла ранней весной 1965 года, когда в ночном клубе Ash Grove, которым владел Эд Пёрл, выступила фолк-блюзовая группа Rising Sons, в составе которой (помимо Тадж-Махала и Рая Кудера), играл профессиональный джазовый барабанщик Эд Кэссиди. Вскоре последний близко сошёлся с Бернис Пёрл, сестрой владельца клуба, женился на ней и стал таким образом отчимом её сына, Рудольфа Вулфа, 14-летнего музыканта, живо интересовавшегося в те дни блюзом и фолком.

### Red Roosters и Spirits Rebellious
В сентябре 1965 года Вулф и Кэссиди образовали группу Red Roosters, в состав которой вошли музыканты из долины Сан-Фернандо: Джей Фергюсон (вокал, перкуссия) и Марк Эндс (бас-гитара). Ансамбль распался, когда Кэссиди с семьёй весной 1966 года направился в поисках работы в Нью-Йорк. Здесь, в Манхэттене, Рэнди познакомился в музыкальном магазине с тогда ещё малоизвестным гитаристом Джими Хендриксом и получил от последнего приглашение войти в состав группы Jimmy James & the Blue Flames. Поскольку в группе уже играл один Рэнди (басист Палмер, урожденец штата Техас), Хендрикс стал называть Палмера «Рэнди Тексас», а Вулфа — «Рэнди Калифорния». Так у начинающего музыканта появился сценический псевдоним, под которым он и вошёл в историю.
Летом 1966 года, когда Калифорния уже отыграл с Хендриксом несколько концертов, последнего заметил менеджер Чес Чендлер, бас-гитарист The Animals. Оба вылетели в Англию, где образовали Jimi Hendrix Experience. Хендрикс попросил Рэнди отправиться вместе с ним, но тот в свои 15 лет не решился на такой шаг, а вместо этого вернулся с матерью и отчимом в родной штат. Здесь Рэнди Калифорния и Эд Кэссиди образовали группу Spirits Rebellious (названную так в честь книги религиозного мистика Халила Джебрана), в состав которой вошел также Джон Локк, прежде игравший с Кэссиди в New Jazz Trio.
Весной 1967 года Калифорния и Кэссиди встретились с Фергюсоном и Эндсом, которые продолжали заниматься музыкой, будучи студентами Калифорнийского университета. После распада Red Roosters они играли в Western Union (в числе участников которого был брат Марка гитарист Мэтт Эндс), некоторое время Марк играл кроме того в Yellow Balloon и Canned Heat. Дуэт присоединился к Spirits Rebellious, после чего название группы сократилось до Spirit.
В июне 1967 года с продюсером Барри Хансеном (позже переквалифицировавшегося в радиоведущего и получившего известность как Dr. Demento) группа записала демо (коммерческий релиз плёнки состоялся лишь 24 года спустя: он был включен в антологию Chronicles. 1967—1992) и прослушалась у продюсера Лу Адлера, известного по работе с The Mamas & the Papas. Адлер незадолго до этого продал свою компанию Dunhill Records (она стала частью ABC Records) и образовал новый лейбл Ode Records, имевшей дистрибутивный контракт с Epic Records. С Ode группа и подписала контракт в августе 1967 года.

### Spirit: 1968—1997
В январе 1968 года вышел дебютный альбом Spirit, с синглом «Mechanical World». Бо́льшая часть песен была написана Фергюсоном; Рэнди Калифорния был автором лишь инструментальной композиции «Taurus», но с ней вошел в историю (именно эта его гитарная партия вдохновила Джимми Пейджа на создание знаменитого акустического вступления к «Stairway to Heaven»). Альбом более полугода провел в американских чартах, поднявшись в сентябре до 40 места.
В процессе продолжительного турне группа записала музыку к фильму французского режиссёра Жака Деми «Model Shop» (рус. Ателье моделей), в котором снялась сама (альбом-саундтрек вышел на Sundazed Records лишь в 2005 году). В октябре 1968 года Spirit выпустили сингл «I Got a Line On You» (композицию Калифорнии), который в марте следующего года поднялся до 25-го места в Billboard Hot 100. На волне этого успеха и второй альбом The Family That Plays Together (декабрь 1968 года) достиг 22 места. Фергюсон снова выступил здесь в качестве основного автора: он написал 6 песен; Калифорния был автором или соавтором пяти остальных.
В июле 1969 года Spirit, подгоняемые жёстким графиком, выпустили третий альбом Clear. Сингл с него, «Dark Eyed Woman» (композиция Фергюсона и Калифорнии), успеха не имел. Часть материала пластинки являла собой продолжение саундтрека «Model Shop» и имела явно «фоновый» характер, что также не способствовало её успеху. Хитом обещал стать декабрьский сингл «1984», но в тот момент, когда он находился на 69 месте, радиостанции стали вдруг одна за другой снимать его с эфира, напуганные мрачным текстом (написанным по мотивам одноименного романа Оруэлла).
Spirit получили предложение выступить на фестивале Вудсток непосредственно перед Хендриксом, но по совету менеджеров решили отклонить приглашение. Последние считали, что фестиваль будет событием незначительным, и просчитались, упустив идеальный шанс представить группу всемирной аудитории.

#### 1970—1973
В начале 1970 года Адлер перевёл свой лейбл под крышу A&M Records, но согласился оставить Spirit в Epic. С продюсером Дэвидом Бриггсом (приглашённым по рекомендации Нила Янга, с ним работавшего) Spirit записали четвёртый альбом, который впоследствии многие музыкальные критики сочли сильнейшим в истории группы. Работа над пластинкой прервалась на несколько месяцев после того, как Калифорния упал с лошади и оказался в клинике с серьёзной травмой черепа. Сингл «Animal Zoo» вышел в июле но не поднялся выше 97-й позиции.
Альбом Twelve Dreams of Dr. Sardonicus, содержание которого было сформировано совокупностью литературных сюжетов (объединённых общей темой хрупкости человеческой жизни) вышел в ноябре 1970 года. Он тут же обратил на себя внимание музыкальной критики изобретательной работой продюсера, и мастерским использованием Moog-синтезатора (тогда ещё редкого инструмента), а впоследствии приобрёл репутацию одного из самых серьёзных концептуальных рок-произведений в истории.
Зиму 1970 года и весну 1971-го Spirit провели в гастролях с материалом альбома, но он поднялся в чартах лишь до 63 места. Разочарованные отсутствием коммерческого успеха Фергюсон и Эндс покинули состав и образовали новую группу Jo Jo Gunne, куда вошли также Мэтт Эндс и ударник Кёрли Смит.
В состав Spirit вошёл новый бас-гитарист Джон Арлисс (John Arliss), но тут Калифорния ушёл из группы, чтобы начать сольную карьеру. Кэссиди и Локк пригласили к участию братьев Эла (бас) и Криса (гитара) Стахэйли (англ. Al Staehely, Chris Staehely) и с ними записали альбом Feedback (1972). Пластинка, в которой ощущалось заметное влияние музыки кантри, вытеснившей джазовые элементы из аранжировок, достигла 63-й позиции — той же, на которой остановился предшественник. Завершив гастроли в поддержку альбома, Кэссиди и Локк ушли из группы, после чего братья Стахэйли с новым барабанщиком некоторое время гастролировали под старым названием Spirit. Тур в целом получил высокие оценки в прессе, но группа в начале 1973 года официально объявила о распаде. Братья в том же году выпустили собственный альбом, «Sta-Hay-Lee».
Twelve Dreams of Dr. Sardonicus, хоть и покинул чарты, но продолжал звучать на радио (в 1976 году он стал «золотым»), а Epic перевыпустили альбом The Family That Plays Together, который в июле 1972 года вошел в чарты повторно.

#### 1973—1975
Тем временем Рэнди Калифорния подписал с Epic сольный контракт и выпустил осенью 1972 года сольный альбом Kapt. Kopter & the (Fabulous) Twirly Birds. С Кэссиди и новым басистом Ларри Найтом (англ. Larry «Fuzzy» Knight) он провел в Европе гастроли в поддержку своей пластинки. Трио, кроме того, подготовило концептуальный альбом Potatoland, но лейбл его отверг и Калифорния на некоторое время ушёл из музыкального бизнеса, поселившись на Гавайях.
Летом 1973 года на Epic вышел сборник The Best of Spirit, который вошел в списки, вместе с синглом «Mr. Skin» (из альбома Twelve Dreams of Dr. Sardonicus). Успешным был и перевыпуск альбомов Spirit и Clear под одной обложкой: именно он послужил толчком к воссоединению группы. Кэссиди отсудил у братьев Стахэйли право на использование названия Spirit, призвал Найта, с группой приглашенных музыкантов вышел в турне (которое длилось с июля 1973 по апрель 1974 года), после чего отправился на Гавайи — за Калифорнией. Вместе с Марком Эндсом (покинувшим к тому времени Jo Jo Gunne) они возобновили совместные выступления (время от времени приглашая и Локка), а затем с новым басистом Барри Кином (англ. Barry Keene) записали двойной альбом Spirit of '76, который вышел уже на Mercury Records в мае 1975 года. За ним в октябре последовал Son of Spirit: обе пластинки имели более чем скромный коммерческий успех.

#### 1976—1979
Farther Along (1976) был записан уже с Эндсом и Локком, к которым присоединился и Мэтт Эндс. Временное появление в составе Фергюсона (который, также покинув Jo Jo Gunne, готовил сольный альбом) ознакоменовало первое воссоединение оригинального состава за пять лет. Однако вскоре ушли — и он, и Марк Эндс (образовавший группу Firefall) и Локк. Калифорния и Локк пригласили нового бас-гитариста Джона Терлепа (англ. John Turlep), однако, в альбоме Future Games (A Magical Kahauna Dream), вышедшем в январе 1977 года и ставшим последним для Mercury, Калифорния сыграл на всех инструментах.
Группа некоторое время гастролировала в качестве квартета (с Локком и Найтом), затем втроем (без Локка) провела европейские гастроли, запись концерта в лондонском Rainbow Theatre 11 марта выпустив альбомом, который вышел в разных видах на разных лейблах в разных странах. Британская версия Live Spirit (Illegal Records) содержала в себе чисто лондонский материал, в американской (выпущенной Potato Records, собственным лейблом группы) несколько треков были заменены на записанные во Флориде, германская называлась Made in Germany и включала в себя песню, записанную здесь на концертах.

#### 1979—1982
В 1979 году Рэнди образовал Randy California Band, а Кэссиди — The Urge (вскоре он присоединился к Rainbow Red Oxidizer). К осени 1980 года они снова были вместе — с басистом Стивом Лориа (англ. Steve «Liberty» Loria) и позже — клавишником Джорджем Валуком (англ. George Valuck). В Британии Beggars Banquet Records (вняв коллективной просьбе читателей журнала Dark Star) выпустили переработанную версию некогда отвергнутого альбома Potatoland, которая вышла в 1981 году под заголовком The Adventures of Kapt. Kopter and Commander Cassidy in Potatoland (в США пластинка вышла на Rhino Records).
В 1982 году Калифорния выпустил (в Европе) под собственным именем второй сольный альбом Euro-American, в работе над которым приняли участие четверо его коллег. К концу 1982 году квинтет реформировался в первоначальном составе. К этому моменту Фергюсон имел в своем активе топ-10 хит «Thunder Island» и увлекся созданием музыки к фильмам, Эндс побывал в Heart; Локк — в Nazareth. Записанный квинтетом альбом старых и новых композиций вышел (на Mercury) в марте 1984 года под заголовком «The Thirteenth Dream».

#### 1983—1989
Воссоединение оказалось непродолжительным: уже в 1985 году Кэссиди и Калифорния гастролировали с клавишником Скоттом Монаханом (англ. Scott Monahan) и бас-гитаристом Дэйвоми Уотербери (англ. Dave Waterbury). Весной того же года Калифорния выпустил третий сольный альбом Restless, и провел европейские гастроли с материалом пластинки. Летом 1985 года Spirit приняли участие в благотворительном турне, призванном собрать деньги на реставрацию Статуи Свободы. С Калифорнией, Кэссиди и Фергюсоном сыграли басист Фриман Джеймс и клавишник Майкл Льюис.
Калифорния и Кэссиди продолжали возглавлять постоянно менявшийся состав Spirit в течение ещё нескольких лет. После того, как первый из них принял участие в туре Night of the Guitar, организованном I.R.S. Records, лейбл подписал с группой контракт и выпустил её альбом Rapture in the Chambers в апреле 1989 года. Участниками группы значились Калифорния, Кэссиди и Локк, гостем студии — Марк Эндс, сыгравший в двух треках.
Следующий альбом Tent of Miracles Spirit выпустили на собственном лейбле Dolphin Records: третьим участником коллектива стал здесь Майк Найт. К этому времени группа стала регулярно высnупать в американских клубах;, европейские гастроли также стали для неё ежегодным мероприятием.

#### 1990—1997
В 1991—1992 годах вышли два сборника: двойной Time Circle (1968—1972) и (призванный восполнить пробелы, в нём допущенные), Chronicles (1967—1992). В октябре 1992 года оригинальный состав (Калифорния, Кэссиди, Фергюсон, Эндс, Локк) сыграли в первом отделении Doobie Brothers: это было их первое (за предыдущие семь лет) и последнее в истории полное воссоединение.
На протяжении следующих пяти лет группа выступала в разных составах и выпустила ещё два альбома: концертный Live at La Paloma (1995) и California Blues (1996).

#### Гибель Рэнди Калифорнии
2 января 1997 года Рэнди Калифорния плавал с 12-летним сыном Куинном неподалёку от Молокай на Гавайах и попали в водоворот. Рэнди сумел вытолкнуть сына на безопасное место, но был тут же унесен в открытое море. Его тело найдено не было. Гибель Калифорнии означала и кончину старых Spirit. Кэссиди (которому перевалило за 70) продолжал выступать — с составом Spirit Revisited.
Музыкальный журналист Мик Скидмор, работая над историей группы, привёл в порядок и перевыпустил все ранее не издававшееся наследие Калифорнии. При его участии вышли альбомы: Cosmic Smile (2000, Phoenix Rising Records, продюсер Брюс Гэри), Sea Dream (2002), Blues from the Soul (2003), Live from the Time Coast (2004), Son of America (2005), The Original Potato Land (2006), Salvation…the Spirit of '74 (2007), и Rock and Roll Planet: 1977—1979 (2008, семь последних вышли на британском лейбле Acadia Records).
Отдельные перевыпуски вышли на Sundazed Records (в том числе Model Shop, 2005), Ode/Epic/Legacy (The Family That Plays Together, Clear и Twelve Dreams of Dr. Sardonicus, 1996) и Mercury (The Mercury Years, двойной сборник Калифорнии, вышедший незадолго до его гибели).

## Дискография

### Альбомы
- Spirit (1968)
- The Family That Plays Together (1968)
- Model Shop (саундтрек к фильму Жака Деми)
- Clear (1969)
- Twelve Dreams of Dr. Sardonicus (1970)
- Feedback (1972)
- The Best Of Spirit (1973)
- Spirit of '76 (1975)
- Son of Spirit (1975)
- Farther Along (1976
- Future Games (1977)
- Made in Germany (1978)
- The Adventures of Kaptain Kopter & Commander Cassidy in Potato Land (1981)
- The Thirteenth Dream/Spirit of '84 (1984)
- Rapture in the Chambers (1988)
- Tent of Miracles (1990)
- Time Circle, 1968—1972 (1991)
- Chronicles, 1967—1992
- Live at la Paloma (1995)
- California Blues (1996)
- The Mercury Years (1997)
- Cosmic Smile (2000)
- Sea Dream (2002)
- Blues From the Soul (2003)
- Live From the Time Coast (2004)
- Son of America (2005)
- The Original Potato Lan (2006)
- Salvation — the Spirit of '74 (2007)
- Rock and Roll Planet…1977-1979 (2008)[4]
- At Ebbet’s Field 1974 (2015)

### Синглы
- «I Got A Line On You» (1969) #25
- «1984» (1970) #69
- «Animal Zoo» (1970) #97
- «Mr. Skin» (1973) #92